# Ісмаель Таджурі
Ісмаель Таджурі (нім. Ismael Tajouri, нар. 28 березня 1994, Берн) — лівійський та австрійський футболіст, півзахисник клубу «Нью-Йорк Сіті».

## Ігрова кар'єра
Народився 28 березня 1994 року в швейцарському місті Берн у родині вихідців з Лівії. Вихованець юнацьких команд австрійських клубів. З 2011 року став виступати за дублюючу команду «Аустрії» (Відень). Згодом на початку 2014 року був відданий в оренду в клуб «Альтах», де він забив чотири голи в п'ятнадцяти матчах в Ерсте Лізі й допоміг команді вийти до Бундесліги. Його дебют у найвищій австрійській лізі відбувся 13 серпня 2014 року проти клубу «Адміра Ваккер Медлінг». Всього у дебютному бундесліговому сезоні Ісмаель забив чотири голи в двадцяти восьми матчах ліги. Після цього, провівши передсезонну підготовку в «Аустрії», в серпні 2015 року Таджурі залишився в оренді в «Альтаху» ще на один сезон.
Влітку 2016 року він нарешті повернувся до «Аустрії» (Відень). Після повернення він дебютував за клуб у липні 2016 року в першому турі Кубка Австрії 2016/17 проти клубу «Дорнбірн». На 56-й хвилині він забив гол, який також був його першим голом у формі рідного клубу. Відіграв за віденську команду наступні півтора сезони своєї ігрової кар'єри. Більшість часу, проведеного у складі віденської «Аустрії», був основним гравцем команди.
12 січня 2018 року перейшов в клуб МЛС «Нью-Йорк Сіті».

## Збірна
Влітку 2012 року зіграв один матч у складі молодіжної збірної Лівії проти однолітків з Марокко.

## Особисте життя
Таджурі народився у Берні, Швейцарія, у родині лівійських батьків. Він переїхав до Австрії у віці дев'яти років і отримав австрійський паспорт у березні 2016 року. 